# Alberte Kielstrup Madsen
Alberte Kielstrup Madsen (født 15. september 2000) er en dansk håndboldspiller, som spiller for den rumænske klub SCM Râmnicu Vâlcea.
Hun har tidligere spillet i Odense Håndbold, hvor hun af to omgange blev lejet ud til 1. divisions klubben DHG Odense. Inden hun i 2021 skiftede til Nykøbing Falster Håndboldklub, hvor hun brød igennem som seniorspiller. Her vandt hun både DM-sølv og deltog i  EHF Champions League.
Alberte har tidligere spillet på de danske ungdomslandshold. Ved Europamesterskabet i 2022 var hun en af reserverne for kvindelandsholdet, men blev dog ikke en del af den endelige trup ved slutrunden.